# Rikuzentakata
Rikuzentakata (陸前高田市, Rikuzentakata-shi) est une ville portuaire située dans la préfecture d'Iwate, au Japon.

## Géographie

### Situation
La ville de Rikuzentakata est située dans le Sud-Est de la préfecture d'Iwate, sur l'île de Honshū, à environ 410 km, à vol d'oiseau, au nord de Tokyo, capitale du Japon,.

### Municipalités limitrophes
| Sumita     | Sumita        | Ōfunato         |
| Ichinoseki | Rikuzentakata | Ōfunato         |
| Ichinoseki | Kesennuma     | océan Pacifique |

### Démographie
En 2008, la population recensée de Rikuzentakata était de 23 687 habitants, répartis sur une superficie de 232,29 km2 (densité de population de 102 hab./km2). En décembre 2023, elle était de 17 644 habitants

### Topographie
80 % du territoire de Rikuzentakata sont constitués de collines et de montagnes. Les zones urbaines sont concentrées sur les terres de basses altitudes : la plaine alluviale de Takada, située dans le prolongement du fond de la baie de Hirota et étendue sur 2,5 km, d'est en ouest, et 2 km, du nord au sud.

### Hydrographie
La ville de Rikuzentakata est traversée du nord au sud par le fleuve Kesen, dont l'embouchure se trouve en baie de Hirota,.

### Climat
Rikuzentakata a un climat continental humide bordant un climat océanique avec des étés chauds et des hivers froids. La température annuelle moyenne est de 11,1 °C. Les précipitations annuelles moyennes sont de 1 343 millimètres, avec septembre comme mois le plus humide et janvier comme mois le plus sec,.

## Histoire
La région de Rikuzentakata faisait partie de l'ancienne province de Mutsu. Elle était habitée par le peuple Emishi et passa sous le contrôle de la maison impériale du Japon au début de l'époque de Heian. Pendant l'époque Sengoku, la région était dominée par divers clans de samouraïs avant de passer sous le contrôle du clan Date pendant l'époque d'Edo au sein du domaine de Sendai.
Les bourgs de Kesen et Takata sont créés le 1er avril 1889 à la suite de l'établissement du système municipal moderne. La région est dévastée par les séismes de 1896 et 1933 à Sanriku. Kesen et Takata ont fusionné avec le bourg voisin de Hirota et les villages d'Otomo, Takekoma, Yokota et Yonezaki le 1er janvier 1955 pour former l'actuelle ville de Rikuzentakata.

### Catastrophe de 2011
Le 11 mars 2011, à la suite du tsunami engendré par le séisme de la côte Pacifique, la ville de Rikuzentakata a été en grande partie ravagée par des vagues de plus de dix mètres de haut. 90 % de la ville est à reconstruire. Sur les 24 250 habitants que comptait la ville, pas loin de 2 000 ont péri et près de 3 400 habitations ont été détruites. Deux années après l'événement dramatique, cinq mille résidents ont été relogés dans des maisons préfabriquées,.
Parmi les 70 000 arbres plantés le long de la façade maritime de la municipalité, un seul a survécu. Ce pin du Japon, haut de 27 m et vieux de 170 ans, a été restauré l'année suivante. La dépense envisagée pour la préservation du spécimen végétal a cependant suscité des critiques, ce qui a contraint la municipalité à recourir à une collecte publique de fonds qui a permis de rassembler le million et demi d'euros nécessaire. Surnommé le « Pin des miracles », il est désormais un symbole de résilience et un lieu de mémoire de Rikuzentakata,,. En 2015, Montblanc, une entreprise allemande spécialisée dans la fabrication de stylos de luxe, a mis en vente une série numérotée, limitée à 113 exemplaires, de stylos-plume en bois de « pin miraculé » de Rikuzentakata.
Le long du littoral de la côte pacifique du Tōhoku, la population des trente-et-une municipalités des préfectures d'Iwate, de Miyagi et Fukushima, touchées par la catastrophe a diminué de 5,47 % de 2010 à 2016. En janvier 2017, Rikuzentakata, avec une population de 19 845 habitants, accusait une perte démographique de 18,2 %. Le passage du tsunami en 2011 a accentué le déclin démographique local dû, jusqu'alors, au vieillissement de la population observé à l'échelle nationale.
Parallèlement aux travaux de rétablissement des zones habitées, s'est développé, sur la côte nord-est du Japon, un « tourisme catastrophe », comme à La Nouvelle-Orléans (États-Unis), après le passage de l'ouragan Katrina, en 2005. À Rikuzentakata, par exemple, des visiteurs affluent pour pratiquer un tourisme noir, dont le « Pin miraculé » est l'attraction principale.

## Transports
La ville est desservie par des bus à haut niveau de service en remplacement des trains de la ligne Ōfunato dont une section a été fermée en 2020. 

## Jumelage
Rikuzentakata est jumelée avec Crescent City aux États-Unis.